# 김어준의 뉴스공장
《김어준의 뉴스공장》은 평일 오전 7시부터 방송했던 TBS FM의 아침 정치시사프로그램이다. 2018년 2월 한국리서치 조사 결과 라디오 청취율 시사 부문 1위, 종합 공동 1위(11.6%)에 올랐고, 같은 해 4월에 실시한 2라운드 조사결과 단독 1위(12.8%)에 올랐다.그 이후 계속 1위를 차지했다. 2022년 12월 30일 자로 6년만에 폐지되었다.
서울시의 TBS 예산 삭감으로 인해 김어준은 김어준의 겸손은 힘들다 뉴스공장이라는 개인 유튜브를 통해 이어나가고 있다.

## 진행
- 김어준[5]

## 코너 소개

### 매일 코너
- 김어준 생각
- 이 정도는 알고 있어야 할 아침 뉴스(이알뉴)
- 공장 인터뷰

### 주간 코너
- 월요일
  - 황야의 우나이퍼: 우상호 더불어민주당 국회의원
- 화요일
  - 정치구단주: 박지원 전 국정원장
  - 스포츠공장: 한준희 축구 해설위원, 박문성 축구 해설위원, 박동희 야구 전문 기자
- 수요일
  - 패션공장: 신혜영 대표(분더캄머), 이청청 대표(라이)
- 목요일
  - 정국해설자 J: 김재원 전 국민의힘 최고위원
  - 영화공장: 윤성은 영화평론가, 거의없다 영화유튜버
- 금요일
  - 해뜰날 클럽: 김윤, 이창근, 김성회[6], 이경
  - 중품격 음악 코너 '금요음악회'

### 수시 코너
- 덩곱매치(덩치매치)-박시영 주식회사 박시영 대표, 이택수 리얼미터 대표, 배종찬 인사이드케이연구소 소장, 이은영 휴먼앤데이터 소장
- 경제가정교사-최배근 건국대 경제학과 교수[7]
- 문화공장-대중음악, 영화 그리고 그 이상의 또 무언가

## 김어준의 뉴스공장 주말특근
김어준의 뉴스공장 주말특근은 매주 토요일 오전 7시부터 2시간 동안 한 주간의 뉴스공장 하이라이트와 청취자 반응을 소개하는 프로그램이다. 2021년 8월 28일부터는 2시간으로 확대되어 방송되고 있다. 당시 화제가 되었던 인터뷰 부분을 비롯해 주중 소개되지 못했던 청취자의 의견을 알리는 옴부즈만 프로그램이라 할 수 있다. 진행자는 현재 류밀희 TBS 기자이다.

### 진행
- 양지열 변호사
- 황교익 맛 칼럼리스트
- 김영대 음악평론가
- 박지훈 변호사
- 강유정 교수
- 최영일 시사평론가
- 류밀희 TBS 기자
- 썬 킴 방송인
- 배종찬 인사이드케이연구소 소장
- 박동희 야구 전문 기자
- 박태웅 한빛미디어 의장
- 양승창 TBS PD
- 차새벽 TBS PD
- MC장원 방송인
- 한준희 축구해설위원
- 거의없다 영화유튜버
- 오창석 방송인
- 신유진 변호사

## 같이 보기
- 김어준의 겸손은 힘들다 뉴스공장: 프로그램 종영 이후 2023년 1월 9일부터 방송하기 시작한 시사 유튜브 프로그램.